# Jerker Virdborg
Jerker Alexander Virdborg, né le 8 octobre 1971 dans la paroisse de Lindome, dans le comté de Göteborg et Bohus (Suède), est un auteur suédois.
Ses œuvres marquantes incluent Svart krabba (sv) (2002), Mannen på Trinisla (2007) et Skyddsrummet Luxgatan (2015). Il vit à Stockholm.

## Biographie
En 2009, le roman Kall feber (sv), clairement inspiré de La Kallocaïne de Karin Boye, est publié chez l'éditeur Albert Bonnier. Le livre a été nommé pour le Novel Award 2010 de la radio suédoise.
À l'été 2020, Virdborg reçoit le Prix Ole et Ann-Marie Söderström (sv).

## Œuvre

### Recueils de nouvelles
- 2001 – Landhöjning två centimeter per natt (Norstedts förlag)
- 2015 – Skyddsrummet Luxgatan (Albert Bonniers förlag)

### Romans
- 2002 – Svart krabba (sv) (Norstedts förlag)
- 2005 – Försvinnarna (Norstedts förlag)
- 2007 – Mannen på Trinisla (Norstedts förlag)
- 2009 – Kall feber (Albert Bonniers Förlag)
- 2012 – Staden och lågorna (Albert Bonniers Förlag)
- 2013 – Jungfrustenen. Mortimer: 1 (avec Daniel Sjolin sous le pseudonyme Michael Mortimer) (Norstedts förlag)
- 2014 – Fossildrottningen. Mortimer: 2 (avec Daniel Sjolin sous le pseudonyme Michael Mortimer) (Norstedts förlag)
- 2015 – Blodssystrarna. Mortimer: 3 (avec Daniel Sjolin sous le pseudonyme Michael Mortimer) (Norstedts förlag)
- 2017 – Sommaren, syster (Albert Bonniers Förlag)
- 2020 – Mamma i soffa (Albert Bonniers Förlag)
- 2023 – Cirkelns fyra hörn (Albert Bonniers Förlag)

## Prix, récompenses et distinctions
- 2001 – Nöjesguidens Göteborgspris (sv) pour Landhöjning två centimeter per natt (sv)
- 2002 – Prix littéraire du magazine Vi (sv) pour Svart krabba (sv)
- 2010 – Prix littéraire Karin Boye (sv) pour Kall feber (sv)
- 2010 – Albert Bonniers stipendiefond för yngre och nyare författare (sv)
- 2015 – Prix d'hiver De Nio (De Nios Vinterpris)
- 2020 – Prix Ole et Ann-Marie Söderström (sv)

- (en) Jerker Virdborg: Awards, sur l'Internet Movie Database